# Керкира
Ке́ркира (греч. Κέρκυρα), или Ко́рфу (итал. Corfù) — греческий остров, самый северный и второй по площади среди Ионических островов. Население — 99 134 человека по состоянию на 2021 год. Керкира — одно из самых популярных мест туристического отдыха в Греции.

## Топоним и ударение
В русском языке широко распространено название Ко́рфу, хотя правильнее по-итальянски ставить ударение на второй слог, Корфу́. «Большая российская энциклопедия» даёт оба ударения: Ко́рфу́. Название Ке́ркира является официальным и используется на русскоязычных картах, изданных «Роскартографией», но в коммерческих целях почти не используется, например, в онлайн-сервисах, предоставляющих туристические услуги. Одноимённый административный центр по-русски (и по-гречески) именуется словом Керкира, но в ряде современных европейских языков (английском, французском, итальянском, немецком), как правило, Корфу.
Греческое название Керкира или Коркира связано с двумя значительными водными символами: Посейдоном, богом моря, и Асопом, греческим божеством и крупной рекой на материковой части Греции. В мифе Посейдон влюбился в Керкиру, дочь Асопа и речной нимфы Метопы, и украл её, что было традиционно для мифов той эпохи. Посейдон привёз Керкиру на до того неизвестный остров и, будучи безумно влюблённым, предложил её имя Коркира в качестве названия острова, которое постепенно превратилось в Керкира (дорийский диалект). У них родился ребёнок, которого назвали Феаком, в честь чего население острова стали называть Феаками. Этот термин под влиянием латинского трансформировалось в феакийцев.
Название Корфу произошло из итальянского изменённое от византийского греч. Κορυφώ (Корифо), означающее «город гор», произошедшее, в свою очередь от греч. Κορυφαί (Корифе, «гребень горы»), подразумевающей два пика Палео-Фрорио.

## Общая характеристика
Остров вытянут параллельно побережью материка на 65 километров. Северная часть острова находится у побережья округа Саранды в Албании, от которого отделён проливом Керкира шириной от 3 до 23 километров, а южная часть острова расположена напротив побережья Теспротии (Феспротии) Греции. Северная, более широкая часть, гориста (меловая и юрская системы), высшая точка 911 метров — гора Пандократор, южная часть представляет узкую, невысокую, холмистую полосу (третичное отложение).
Административный центр острова — город Керкира (Корфу). Там размещён Ионический университет.
Остров очень живописен и, за исключением южной части, весьма плодороден. Главные производимые продукты — оливковое масло, южные фрукты и вино; мука ввозится. По всему острову проложены относительно хорошие дороги.
Остров связан с историей Греции с истоков древнегреческой мифологии.
В 1864 году Корфу стал частью независимой Греции. Наследие исторической борьбы — замки, охраняющие стратегически важные точки по всему острову. Два замка расположены в административном центре, единственном городе Греции, защищённом таким образом. В результате город Керкира был официально объявлена Кастрополисом (городом замков) греческим правительством.
В 2007 году старый город был включён во Всемирное наследие ЮНЕСКО по рекомендации ИКОМОСа.

## Административное деление
Административно остров с 2019 года (ΦΕΚ 43Α) разделён на три общины: Вория-Керкира (Северная), Нотия-Керкира (Южная) и Центральная Керкира и Диапонтии-Ниси, которые входят в периферийную единицу Керкира в периферии Ионические острова.

## География
По форме остров напоминает серп, с которым его сравнивали в древности: вогнутая сторона, с городом и портом Керкира в центре, расположена напротив побережья Албании. Площадь острова составляет 585,312 квадратных километров, протяжённость береговой линии — 251 километр. Длина острова составляет 64 километра, а ширина — 32 километра.
Две высокие гряды делят остров на три части, где северная — гористая, центральная — холмистая и южная — низменная. Более значительная гряда, в которую входит Пантократор (Παντοκράτωρ), древнее горное образование, тянется на восток и запад от мыса Фалакро до мыса Псаромита и достигает максимального уровня на вершине, давшей название всей цепи.
Вторая вершина находится на горе Айи-Дека (Άγιοι Δέκα, «Десять святых»). Остров, состоящий из различных отложений известняка, имеет множество различных формаций, благодаря чему виды с высоких точек великолепны. Пляжи расположены в Айос-Гордиосе (Άγιος Γόρδιος), на озере Корисии, в Айос-Еорьосе, Маратьясе, Касьопи, Сидарионе, Палеокастрице, Мегас-Хорос (Μέγας Χορός) и других местах. Керкира расположена недалеко от геологической формации Кефалинии, в результате чего происходили землетрясения. Архитектура города Керкиры и окружающих земель сохранила свои традиции с XVI века.
Самая высокая точка — гора Пантократор — составляет 911 метров, вторая по высоте точка Стравоскиади (849 м). Из мысов выделяются Айия-Екатерини, Драстис (Ακρωτήρι Δράστης) на севере, Лефкими на юго-востоке и Аспрокавос на юге. Два острова также расположены у восточного побережья, в центре заливов Гувья и Керкира, и называются соответственно Лазарето и Птихия (Видо). Зоны кемпинга расположены в Палеокастрице, Агрилье (Αγριλιά), Пирьионе (Πυργί), Роде, Гувье и Месонги (Μεσογγή).

### Флора
Возделываются олива, груша, гранат, яблоня, инжир и виноград. Из них яблоня и груша сегодня редки на Керкире, а вот остальные прекрасно цветут, вместе с другими фруктовыми деревьями, растущими в южной Европе, к ним же добавились кумкват, локва, опунция и, в некоторых местах, бананы. В некультивированных зонах растёт мирт, земляничное дерево, лавр и каменный дуб, создавая буйный подлесок. Травы также широко представлены на острове.

### Климат
Средняя годовая температура плюс 22 °С; атмосферных осадков 1280 миллиметров. Дождливое время — с октября по март.
| Месяцы                        | I  | II | III | IV | V  | VI | VII | VIII | IX | X  | XI | XII |
| Длина светового дня           | 9  | 5  | 7   | 7  | 9  | 10 | 12  | 11   | 9  | 6  | 4  | 9   |
| Максимальная температура [°C] | 14 | 15 | 16  | 19 | 23 | 28 | 31  | 32   | 28 | 23 | 19 | 16  |
| Минимальная температура [°C]  | 8  | 8  | 10  | 12 | 15 | 19 | 20  | 22   | 20 | 16 | 13 | 10  |
| Количество дождливых дней     | 13 | 11 | 9   | 7  | 5  | 2  | 1   | 1    | 5  | 9  | 12 | 15  |

## История

### Ранняя история
Коркира (Κόρκυρα) считается островом Схерия (Σχερία) Гомера, и его ранние обитатели звались феаками. Во времена, без сомнения, более ранние, чем основание Сиракуз, остров был заселён поселенцами из Коринфа и, возможно, ещё раньше эмигрантами из Эретрии.
Великолепная торговая позиция Коркиры на дороге между Грецией и Западом обусловило быстрый рост. Население острова, возможно под влиянием поселенцев не-коринфского происхождения, в противоположность остальным колониям Коринфа, имело независимые и даже сепаратистские настроения относительно материнского города. Это противостояние достигло пика в VII век до н. э., когда флоты Корфу и Коринфа вступили в морской бой, первый в истории Греции (примерно 664 год до н. э.). Это восстание закончилось завоеванием Коркиры Коринфским тираном Периандром, сподвигнувшим вновь приобретённые территории принять участие в колонизации Аполлонии Иллирийской. Сначала Периандр поставил править Керкирой своего сына Николая, но тот был убит в ходе восстания. Подавив восстание, Периандр посадил на Керкире своего племянника Псамметиха. После смерти Периандра Псамметих вернулся в Коринф и Керкира вернула себе независимость, и впредь посвятила себя чисто торговой политике.
Во время персидского вторжения в 480 году до н. э. на острове был собран второй по численности флот Греции (60 кораблей), однако он так и не принял участия в боях.
В 435 году до н. э. остров снова был втянут в конфликт с Коринфом и привлёк себе в помощь Афины (Битва при Сиботских островах). Новый альянс стал одним из инициаторов Пелопоннесской войны, в которой Керкира была морской базой афинян, хотя и не выставила свой собственный флот. Остров был практически потерян для афинян после двух попыток олигархической фракции совершить революцию. В обоих случаях народная партия побеждала и совершала кровавую расправу над олигархами (427 и 425 год до н. э.). Во время сицилийской кампании афинян Керкира служила им базой снабжения. После третьего безуспешного восстания олигархов (410 год до н. э.) остров практически перестал принимать участие в войне.
В 375 году до н. э. он снова вошёл в Афинский морской союз. Через два года спартанцы осадили остров, однако, несмотря на разорение окружающих земель, он выдержал осаду. В эллинистический период Керкира регулярно подвергалась нападениям с разных сторон.
После безрезультатной осады македонским царём Кассандром, остров был захвачен спартанцами во главе с Клеонимом, сыном Клеомена (303 год до н. э.); после чего вернул себе независимость (299 до н. э.), а затем вновь захвачен Агафоклом. Последний отдал Корфу в приданое своей дочери Ланассе на свадьбу с царём Эпира Пирром. После этого остров стал членом Эпирского союза. Видимо тогда было основано поселение Кассиопея как база для экспедиций Пирра. Остров стал независимым после смерти Александра II Эпирского (255 до н. э.).
В 229 году до н. э. остров захватили иллирийцы, но быстро был занят римским флотом и оставался римской базой примерно до 189 до н. э.. В это время Корфу управлялся префектом, назначавшимся консулом, однако в 148 году до н. э. был включён в провинцию Македония.
В 31 году до н. э. он служил Октавиану в качестве базы против Марка Антония. После окончательного распада Римской Империи в 395 году н. э. Керкира осталась в Восточной Римской империи, позднее ставшей называться Византией.

### Средние века
Отойдя на второй план после основания города Никополя в Эпире, Керкира надолго исчезает из поля зрения. С усилением норманнского королевства на Сицилии и усилением итальянского флота остров снова стал частым объектом нападений. В 1081—1085 годах его удерживал Роберт Гвискар, в 1147—1154 годах Рожер II Сицилийский.
Во время разгрома Византии крестоносцами остров захватили генуэзские корсары (1197—1207), но были изгнаны венецианцами.
В 1214—1259 годах островом владел греческий Эпирский деспот.
Затем островом Корфу завладело (1267 год) Неаполитанское королевство. Остров постоянно подвергался частым нападениям искателей удачи, и решил в 1386 году вверить свою судьбу Венеции. В 1401 году Венецианская республика объявила его формальную независимость.

#### Правление венецианцев
Керкира принадлежала Венеции почти 400 лет (1401—1797 годы), хотя несколько раз её захватывал турецкий флот и сухопутные войска. Турки подвергли Керкиру четырём осадам: в 1537, 1571, 1573 и 1716 годах. Эффективность венецианских укреплений, также как и византийские укрепления в Ангелокастро, Касьопи, Гардики и других помогла Корфу остаться последним бастионом захваченной греческой христианской цивилизации на Южных Балканах после падения Константинополя. Возможно, Корфу обязан Венецианской республике тем, что остался единственной частью Греции, никогда не завоёванной мусульманами.
Серия попыток Османской империи захватить остров началась в 1431 году, когда турецкие войска под предводительством Али Бея высадилась на острове, попытались взять замок и опустошили окружающие земли, однако были повержены.
Первая большая осада началась 29 августа 1537 года, когда 25 000 солдат турецкого флота высадились на остров, разграбили его и увели 20 000 пленных в рабство. Однако несмотря на разорение деревень, городская крепость продержалась двенадцать дней при постоянных атаках турок, после чего те были вынуждены отступить по причине плохого снабжения и возникшей среди турецких солдат эпидемии.
Тридцать четыре года спустя, в августе 1571 года, турки вернулись. Захватив Паргу и Муртос, они атаковали Паксос. После этого они высадились на южном побережье Корфу и захватили большой плацдарм от южной оконечности острова у города Лефкими до Ипсоса на восточной стороне посередине острова. Вся эта территория была разграблена, как и в прошлый раз. Однако городская крепость вновь выстояла, доказав стойкость бойцов и инженерные умения венецианских строителей. Стоит упомянуть и о другой крепости, Ангелокастро (греч. Αγγελόκαστρο означает «Замок Ангела» в честь его византийского владельца Ангелоса Комнена), расположенной на северо-западном побережье около Палеокастрицы (Παλαιοκαστρίτσα означает «Место старого замка») и стоящей на круче и камнях, которая является сегодня достопримечательностью и которая тоже выдержала турецкую осаду.
Вторая крупная осада Корфу была предпринята во время последней Турецко-Венецианской войны (1714—1718 годы). После завоевания Пелопоннеса в 1715 году, оттоманский флот Бутринти встал напротив Корфу.
8 июля 1716 года турецкий флот, доставивший 33 000 человек десанта, приплыл на Корфу из Бутринти и захватил плацдарм в Ипсосе. В тот же день венецианский флот встретился с турецким в проливе Корфу и одолел в последовавшей битве. 19 июля после захвата нескольких отдельных фортов, османская армия достигла холмов вокруг Керкиры и осадила его. Несмотря на постоянные атаки и тяжёлые бои, турки не смогли сломить оборону города и были вынуждены снять осаду через 22 дня. 5000 венецианских и иностранных купцов совместно с 3000 корфиотов под предводительством Иоганна Шуленбурга, командовавшего обороной, снова праздновали победу. Изгнание турок широко праздновалось в Европе, поскольку Корфу виделся бастионом западной культуры против Османской империи. Тем не менее сегодня эта роль острова забыта или на неё просто не обращают внимания.

#### Венецианская политика и традиции
Город Керкира очень отличается от большинства греческих городов своей уникальной историей. Большая его часть напоминает о временах, когда остров принадлежал Венеции. Многие семьи, говорившие по-венециански, всё время селились на Корфу, и до второй половины XX века венецианский язык звучал на его улицах. За это время местный итало-румейский греческий усвоил огромное количество итальянских и венецианских слов, которые и сегодня активно используются.
Венецианские правители проводили мягкую политику по отношению к местным феодалам, которые приняли некоторые венецианские обычаи. Корфиотам позволялось обогащаться, выращивая оливы, но запрещалось вступать в торговую конкуренцию с Венецией.
Остров служил убежищем для греческих учёных и в 1732 году на острове была основана первая академия в современной Греции. Корфский богослов и учёный Никифор Феотоки (1732—1800) стал известен как преподаватель в Греции и православный архиепископ в России, куда он переехал в конце жизни.
Итальянские евреи искали убежища на Корфу от преследований и разговаривали на собственном еврейско-итальянском языке, состоявшем из иврита и венецианского с вкраплением греческих слов.
Венецианское влияние помогло и развитию оперы. Во время венецианского правления в корфиотах развилась горячая любовь к итальянской опере, которая стала двигателем экстраординарного музыкального развития острова в этот период. Именно в это время здесь появилась первая Опера в Греции. Оперный театр был очень сильно повреждён во время Второй мировой войны.
Венецианцы активно продвинули католицизм за четыре века своего правления. Хотя сегодня большинство жителей острова принадлежит к Элладской православной церкви, 5 % католиков говорят о былых обычаях. Эти католики — в основном семьи, прибывшие с Мальты, а также из Италии, и сегодня католическая коммуна насчитывает около 4000 человек (⅔ мальтийской диаспоры), которые практически все живут в венецианской цитадели в городе Корфу в полной гармонии с православными. Как и остальные греческие католики, они празднуют пасху, используя один календарь с православной церковью.
Островная жизнь впитала и гастрономическое венецианское влияние, как например самое популярное на острове блюдо «Софрито».

### XIX век
По Кампо-Формийскому миру (1797) Корфу отошёл к революционной Франции, которая владела им два года в качестве департамента Corcyre. В ходе войны второй коалиции совместные русско-оттоманские силы под командованием адмирала Фёдора Ушакова в 1799 году изгнали французов. На короткое время остров стал столицей самоуправляющейся Республики Семи Островов под протекторатом турок. В 1807 по Тильзитскому миру власть снова была передана французам. В 1809 она была свергнута британским флотом, который захватил и остальные Ионические острова. Когда по Парижскому миру 5 ноября 1815 Ионические острова стали протекторатом Великобритании, Корфу стал местом пребывания Верховного комиссара Ионической Республики. Британские комиссары, по сути автократы, несмотря на существование местного сената, использовали строгую манеру управления, давшую определённое улучшение материального положения острова, однако её строгость не радовала местное население. 29 марта 1864 Великобритания, Греция, Франция и Россия подписали Лондонский договор о передаче суверенитета Греции. Так, 28 мая 1864 при поддержке Верховного комиссара, Ионические острова вошли в состав Греции.

### Первая мировая война
Во время Первой мировой войны остров служил убежищем для сербской армии, которая отходила туда на союзных кораблях с оккупированной Австро-Венгрией и Болгарией родины. Во время их пребывания большое количество сербских солдат умерло, большей частью, от холеры. Мест для захоронения умерших на суше не хватало, и большинство их останков захоронено в море около острова Птихия, на котором был поставлен памятник в благодарность греческому народу от сербов. Из-за этого воды вокруг острова известны среди сербов как голубое кладбище.

### Корфский кризис
27 августа 1923 года в Зепи, небольшом селении на длинной дороге между Яниной и Какавией, между 50-м и 53-м километрами, на границе между Грецией и Албанией, была убита группа итальянских офицеров во главе с генералом Энрико Телини, занимавшаяся вопросами демаркации греко-албанской границы. 29 августа Италия предъявила греческому правительству ультиматум, в котором содержались требования официальных извинений со стороны Греции, выплаты 50 миллионов лир в качестве компенсации и наказания убийц. Грекам не удалось найти виновников убийства и тогда, в подкрепление ультиматума, 31 августа 1923 года итальянские части провели бомбардировку и захватили остров Корфу.
3 сентября 1923 года Лига Наций по просьбе Греции провела заседание, на котором осудила захват острова и приняла постановление о проведении процедуры международного арбитража. Благоприятное по отношению к Италии решение было признано Грецией, и 29 сентября 1923 года итальянские войска покинули Корфу.

### Вторая мировая война
В ходе итало-греческой войны Корфу был захвачен итальянцами в апреле 1941 года. Оборона острова была возложена на 10-ю пехотную дивизию Греческой армии, состоявшая в основном из солдат с Корфу. Дивизия приняла участие в операции «Латцидес», героической, но безуспешной попытке остановить итальянские войска. После поражения Греции от фашистов, остров перешёл под контроль Италии. В первое воскресенье ноября 1941 года ученики всех высших школ Корфу приняли участие в студенческом протесте против оккупации. Впоследствии многие корфиоты переправились в Эпир и ушли в партизаны.  В соответствии с планом Бенито Муссолини Большая Италия, Корфу и Ионические острова после войны должны были стать частью итальянского королевства, в качестве подготовки этого шага, греческая администрация на островах была заменена на итальянскую. Итальянцы управляли Ионическими островами до сентября 1943 года, когда итальянская оккупация сменилась германской.
После падения итальянского фашизма, 14 сентября 1943 года Корфу подвергся бомбардировке люфтваффе. Итальянцы капитулировали и остров оккупировали немцы. Димарх Керкиры Колас был коллаборационистом и принял несколько антисемитских нацистских законов.
Корфу был освобождён британскими войсками, высадившимися 14 октября 1944, когда немцы эвакуировались из Греции. Королевский флот осмотрел пролив Корфу на наличие мин в 1944 и 1945 и не обнаружил их там.

### После войны и современная Керкира
После Второй мировой войны и гражданской войны остров был перестроен по генеральной программе реконструкции Греческого Правительства и многие классические элементы архитектуры были сохранены. Экономика росла, однако часть населения покинула остров, отправившись в другие области страны. Здания, возведённые во время итальянской оккупации, были направлены на службу обществу. В 1956 году Мария Десилла (Μαρία Δεσύλλα), родственница первого правителя Греции Иоанна Каподистрия, была избрана димархом общины Керкиры и стала первой женщиной-димархом в Греции. В деревни электричество было проведено в 1950-х годах, греческая радиостанция на Корфу появилась в марте 1957 года, телевидение появилось в 1960-х годах, а подключение к Интернету произошло в 1995 году. Ионический университет был основан в 1984 году. Из-за пренебрежения Афинского правительства, местные бизнесмены и другое население предложили сформировать партию, выступающую за автономию, которая должна принять участие в выборах 2010 года.

## Археология и архитектура

### От классики до модерна
На Корфу сохранилось несколько исторических мест. Место древнего города Коркира (Керкира) точно установлено и находится в 2 километрах на юго-восток от современного города на узком куске земли между солёным озером Халикиопуло и заливом Кастрадес, в каждом из которых был порт. Под холмом Аценсион сохранился храм, обычно называемый храмом Посейдона, простой толос, куполообразное строение, которое сохранило свою архитектурную специфичность, несмотря на сильное разрушение. От Кассиопеи, единственного важного древнего города помимо административного центра, имя до сих пор сохранилось в современной деревне Касьопи, где можно найти развалины старинных зданий. Однако храм Зевса Кассиопейского, в честь которого был назван город, полностью исчез. На острове находится множество монастырей и других строений времён венецианского правления, самыми известными из которых являются Палеокастрицы, Сан Сальвадор и Пелека. Многочисленных туристов привлекает «Ахиллион» — дворец, построенный Елизаветой Баварской и купленный Вильгельмом II в 1907 году.

### Итальянская архитектура
Город Керкира известен своей итальянской архитектурой, особенно примечателен «Листон», сводчатая колоннада с различными кафе на краю «Спьянады». Другие городские доминанты — городская мэрия, старая и новая крепости, дворец святых Михаила и Георгия, бывшая резиденция британских губернаторов и сената Ионической республики, и летний дворец «Мон Репо», ранее принадлежавший греческой королевской семье, где родился Герцог Эдинбургский. Парк Мон Репо расположен рядом с Палеополисом Керкиры, где проводит раскопки Греческая Археологическая Служба совместно с бельгийским Университетом Лувен-ля-Нёв и Брауновским университетом, США.
Экспонаты, найденные на раскопках, выставлены в музее дворца Мон Репо.

### Архитектурные катастрофы Второй мировой
Во время Второй мировой войны остров был подвергнут бомбардировкам немецкими ВВС, что привело к разрушению многих городских строений, включая рынок (агору) и Отель Белла Венеция. Самыми большими архитектурными потерями от бомбардировок Люфтваффе стали великолепные здания Ионической академии (Ιόνιος Ακαδημία), и муниципального театра, заменившего в 1901 году Нобиле Театро ди Сан-Джакомо. На этом месте затем было построено здание современной архитектуры. В местном парламенте велись споры о сносе этого нового здания и возведении копии старого театра. А вот Ионический университет отстроил здания Академии во всей красе.

### Ахиллион
Императрица Елизавета Баварская, также известная как Сисси, была женщиной, любившей красоту. Она потеряла единственного сына кронпринца Рудольфа после его самоубийства в 1889 году. Годом позже в 1890 году она построила летний дворец в районе Гастури (Γαστούρι) южнее города, с сильным мифическим героем Ахиллесом в качестве основной темы.
Дворец с неоклассическими греческими статуями, окружающими его — это памятник как платоническому романтизму, так и эскапизму. Он был назван Ахиллион в честь героя Гомера Ахиллеса. И в основном здании, и в садах дворец наполнен картинами и статуями Ахиллеса, изображающими Троянскую войну.
Императорские сады на возвышении смотрят на окружающие зелёные холмы и долины, а также на Ионическое море. Центральное место в садах занимает статуя на высоком пьедестале, изображающая смертельно раненного Ахиллеса (Αχιλλεύς Θνήσκων, «Ахиллес Тнескон», Ахиллес Умирающий) без всякого высокомерия, одетого в простую одежду и коринфский шлем. Эта статуя была создана немецким скульптором. Герой изображён лишённым званий и чинов и кажется обычным человеком и одновременно героем, всё время пытающимся вытащить стрелу Париса из пятки.
В противоположность статуе, на главной лестнице дворца находится огромная картина побеждающего Ахиллеса, полного гордости. Одетый во все королевские и военные регалии, стоящий на колеснице, он тащит безжизненное тело Гектора на глазах у ошеломлённой толпы, смотрящей с грустью со стен Трои.
В 1898 году императрица Сисси была убита в возрасте 60 лет анархистом в Женеве. После её смерти дворец был продан немецкому кайзеру Вильгельму II. Позднее он был приобретён государством и превращён в музей.

### Мост Кайзера
Немецкий кайзер Вильгельм II также очень любил проводить время на Корфу. Купив Ахиллион после смерти Сисси, он нанял Карла Людвига Шпренгера в качестве ландшафтного архитектора дворца, а также построил мост, названный местными в его честь «Мостом Кайзера». Мост предназначался для того, чтобы добираться до пляжа не пересекая дорогу, основную артерию острова между севером и югом. Мост сократил расстояние от нижней части сада до соседнего пляжа. Его развалины, памятник имперской роскоши и личного комфорта, являются заметной точкой на трассе. По иронии судьбы, центральная часть моста была снесена немецкими военными во время Второй мировой войны, чтобы дать проезд военным грузовикам.

## Городской ландшафт

### Старый город
Город Керкира расположен на широкой части полуострова, чьё окончание в Старой крепости отрезано от города искусственным рвом, созданным в естественном стоке, с морской водой внизу. Сегодня он служит в качестве пристани и называется «Контрафосса». Старый город, росший внутри фортификаций, где каждый метр был на вес золота, опутан лабиринтом узких улочек, вымощенных булыжником, иногда кривыми, но всегда ярким и чистым. Эти улицы известны как «кадуния» (греч. καντούνια), и наистарейшие из них иногда повторяют неровности рельефа, а некоторые слишком узки для автомобильного транспорта. Пешеходная зона идёт вдоль побережья залива Гарица (Γαρίτσα), между городом и крепостью, со знаменитым сквером-променадом Спьянадой. Западнее Спьянады, в галерее «Листон» (греч. Λιστόν), построенной в начале XIX в. по образцу парижской улицы Риволи, расположены многочисленные кафе и рестораны.

### Палео-Фрурио
«Старая крепость» (греч. Παλαιό Φρούριο, «Палео́ Фру́рио») — это старая венецианская крепость, построенная на искусственном островке с оборонительными сооружениями по всему периметру, хотя некоторые отрезки, особенно на восточной стороне, постепенно разваливаются и падают в море. Однако интерьер отреставрирован и используется для культурных мероприятий, таких как концерты, и звуковых и световых шоу, где исторические сцены разыгрываются с использованием звуковых и световых спецэффектов. Эти события происходят в сердце древних фортификаций с Ионическим морем на заднем плане. Высшая точка в центре цитадели вздымается как огромный обелиск с военным обзорным пунктом с огромным крестом на вершине. У его подножия расположена церковь св. Георгия в классическом стиле с добавлением шести дорических колонн, в противоположность византийскому архитектурному стилю православных церквей основной части Греции, построенная во время британского правления и навязывания англиканской церкви.

### Нео-Фрурио
Новая крепость (греч. Νέο Φρούριο, «Не́о Фру́рио»), — это огромный комплекс оборонительных сооружений, возведённых в северо-восточной части города. Огромные стены доминируют над ландшафтом вдоль дороги, проходящей от Нового Порта (греч. Νέο Λιμάνι, «Нео Лимани») через рыбный рынок (греч. ψαραγορά) к городу. До недавнего времени новая крепость была закрытой территорией из-за размещённого там морского гарнизона. Ныне ограничения сняты и крепость открыта для публичного доступа; туристы совершают экскурсии по лабиринтам средневековых коридоров и оборонительных сооружений. Крылатый лев святого Марка, символ Венеции, можно найти через определённые интервалы по всей крепости.

### Ано-Платия, Като-Платия и музыкальный павильон
Напротив старой венецианской крепости расположена большая площадь под названием Спьяна́да (греч. Σπιανάδα), разделённая улицей на две части: Ано-Платия (греч. Ανω Πλατεία Верхняя площадь) и Като-Платия (греч. Κάτω Πλατεία Нижняя площадь). Это самая большая площадь в Юго-Восточной Европе и одна из крупнейших во всей Европе, заполненная зелёными насаждениями и интересными постройками, как, например, ротонда в романском стиле времён британской администрации, известная как памятник Мейтленда, построенный в 1821 году в честь сэра Томаса Мейтленда,  британского генерала и губернатора Мальты и Ионических островов, ещё при его жизни (изначально памятник предполагался в виде триумфальной арки). В 2002 году российским посольством открыт скромный памятник адмиралу Ушакову. Богато украшенный музыкальный павильон также расположен на площади. В нём местный Филармонический оркестр (греч. Φιλαρμονικές) даёт концерты классической и популярной музыки. Като-Платия также иногда служит местом проведения матчей по крикету. В Греции в крикет играют только на Корфу, где он появился во времена британского протектората.

### Дворец Святых Михаила и Георгия и сады
Севернее Като-Платия расположен Дворец Святых Михаила и Георгия (Палеа-Анактора, Παλαιά Ανάκτορα, старый дворец), большой комплекс строений в романском стиле, использовавшийся для размещения короля Греции и британских губернаторов острова. Сегодня комплекс открыт для широкой публики и используется для различных выставок, например музея азиатского искусства. Дворцовые сады, наполненные старыми венецианскими прудами, экзотическими деревьями и цветами, возвышаются над заливом, видным сквозь старые венецианские фортификации и башни. Морские бани (Μπάνια τ' Αλέκου) расположены у подножия стен, защищающих сад. Находящееся в парке кафе имеет свою художественную галерею, где выставляются местные и иностранные художники и известно среди местных как «Арт Кафе». Отсюда можно наблюдать и корабли, проходящие по узкому каналу острова Птихия на север по пути в порт Керкиры Нео-Лимани (Νέο Λιμάνι), и высокоскоростные паромы на подводных крыльях из Игуменицы, идущие поперёк видимого пространства.

### Старый город и Пондиконисион
В некоторых частях старого города можно найти дома времён венецианского правления. Архитектура старого города находится под сильным влиянием венецианского архитектурного стиля, происходящим от длительного присутствия Венеции. Маленькие старые переулки и старые здания напоминают саму Венецию. Из 37 греческих церквей главными являются городской кафедральный собор Святого Спиридона, где лежат мощи покровителя острова, и пригородная церковь святых Ясона и Сосипатроса (Αγιοι Ιάσων και Σωσίπατρος) у входа на полуостров Канони, старейшая на Керкире, посвящена двум святым, принёсшим христианство на остров. Расположенный рядом островок Пондиконисион (по гречески «мышиный остров») хотя и маленький, однако очень зелёный, покрыт деревьями и поднимается над водой всего на 2 метров. На Пондиконисионе расположен монастырь Пантократор (Μοναστήρι του Παντοκράτορος). Белокаменная лестница монастыря издалека выглядит как мышиный хвост, что и дало острову имя «мышиного».

### Остров Лазарето
Остров Лазарето, ранее известный как Айос-Димитриос, расположен в двух морских милях от города Керкиры. Остров имеет площадь 7 гектаров и находится под управлением Греческой Национальной Туристической Организации. Во время венецианского правления в начале XVI века на острове был построен монастырь, а чуть позднее был основан лепрозорий, после чего остров и получил своё имя. В 1798 году во время французской оккупации остров был захвачен русско-турецким флотом, использовавшим его как военный госпиталь. Во время британской оккупации в 1814 году лепрозорий был снова открыт после реставрации и после ухода в 1864 году британцев лепрозорий периодически использовался. Во время Второй мировой войны оккупационное правительство фашистов создало концентрационный лагерь на острове для захваченных членов греческого сопротивления, хотя сегодня остались только два здания, служивших штабом итальянских войск, маленькая церковь и стена, напротив которой приговорённых расстреливали.

## Экономика
На Корфу в основном растёт олива и виноград, оливковое масло и вино здесь производились с античности. Основные сорта винограда на Корфу — местные белый «Какотригес» и красный «Петрокорито», кефалинийский белый «Робола», эгейский «Москато» (белый мускат), ахайский «Мавродафе» и другие.
В современности профессиональная культивация и хороший климат принесли на остров кумкват и бергамот, которые активно используются для производства сладостей и ликёров. Корфу также производит продукты животного происхождения, такие как гравьера (разновидность грюйера), корфский сыр, корфское масло, приправленное масло для готовки и хлеба, сделанное из овечьего молока, и номбуло, колбаса из свинины и сала, приправленная апельсиновыми цукатами, орегано, тмином и другими ароматными травами.
Остров снова стал важной остановкой на маршрутах судов и хорошо торгует оливковым маслом. Раньше также активно экспортировался лимон, выращивавшийся здесь.
Важнейшей составляющей экономики острова является туризм. Для многих работа есть лишь во время туристического сезона. Кроме того, в высокий сезон на остров съезжаются студенты со всего мира, чтобы совместить заработок и отдых. Они устраиваются в местные отели, рестораны и другие развлекательные заведения, полдня работая, а полдня развлекаясь.

### Транспорт
Остров охватывают две трассы: GR-24 на северо-западе и GR-25 на юге.
- Греческая национальная дорога 24, Керкира — Палеокастрица
- Греческая национальная дорога 25, Керкира — Лефкими

Из Керкиры отправляются международные паромы в Италию (Бари), на греческий материк (в Игуменицу и Патры) и на некоторые Ионические острова (Пакси, Закинф, Кефалиния). Кроме обычных (крупногабаритных) паромов ходят быстроходные суда на подводных крыльях (так называемые «Летающие дельфины»). Из небольшого порта Лефкими на южной оконечности острова также ходит паром на материк. Паромное сообщение разнообразно лишь в туристический сезон; в остальное время года регулярно лишь паромное сообщение между Керкирой и Игуменицей.
Международный аэропорт «Иоаннис Каподистрия» находится примерно в километре от административного центра острова и всего в нескольких сотнях метров от острова Понтикониси, на который при посадке открывается великолепный вид вместе с монастырём Влахерна, расположенным на островке к югу от полуострова Канони.
Из аэропорта летают внутренние рейсы Olympic Airlines (OA 600, 602 и 606), и Aegean Airlines (A3 402, 404 и 406). Также на водном самолёте Air Sea Lines, греческого оператора водных самолётов (компания перестала функционировать в 2009), можно было добраться до Паксоса, Лефкаса, Итаки, Кефалинии, Янины, Патр и Бриндизи в Италии. В аэропорт также совершают рейсы несколько авиакомпаний лоу-кост, в основном в разгар туристического сезона.
От Нового порта в административном центре до основных населённых пунктов на острове примерно шесть раз в день ходят «зелёные» автобусы: в Глифаду, Сидари, Палеокастрицу, Роду, Лефкими, Ахарави и Пири. Оттуда же дважды в день отходят автобусы в Афины и Салоники. 12 городских автобусных маршрутов, т. н. «синих автобусов» с интервалом 30-90 мин., начинаясь на площади Сарокко или рядом с ней, заканчиваются в пригородах: Беницесе (№ 6), Ахиллионе (№ 10), Курамадесе (№ 5), Пелекасе (№ 11), Айос-Иоанисе (№ 8), Эвропули (№ 4), Ипсосе (№ 7), Кефаломандуко (2b), Комбици (№ 14) и в аэропорту (№ 19). От Спьянады до оконечности полуострова Канони, откуда открывается вид на остров Пондиконисион, ходит № 2а.

### Туризм
Туристический бизнес — ведущая отрасль экономики Корфу.
Северо-восточное побережье было сильно улучшено британскими туристическими компаниями строительством больших дорогих вилл для отдыха.
Гостиницы расположены по всему побережью острова. Среди самых популярных мест туристического отдыха: на юго-востоке острова городок Кавос, ориентированный на молодёжный отдых, Палеокастрица на северо-западе и Перама, в нескольких километрах на юг от административного центра, откуда открывается один из лучших и наиболее известных видов на побережье, на Влахернский монастырь и островок Пондиконисион.
Остров является популярным местом паломничества для православных и католиков, так как в храмах острова пребывают мощи святых Спиридона Тримифунтского и блаженной Феодоры, а также апостолов «от семидесяти» Иасона и Сосипатра. Празднование Пасхи на острове считается одним из самых пышных в Греции, сопровождаясь крестными ходами, парадами оркестров, ночными пиротехническими представлениями и т. д.

## Культура

### Музыка и празднества

#### История музыки на острове
В те времена, когда большая часть Греции принадлежала оттоманам, Ионические острова переживали золотой век музыки и оперы. Корфу был столицей венецианской колонии, что дало уникальное музыкальное и театральное наследство. В XIX веке, в качестве британского протектората, Корфу производил на свет своё собственное музыкальное наследие, которое теперь входит в историю музыки современной Греции. До начала XVIII века музыкальная жизнь происходила на городских и деревенских площадях, с представлениями традиционной и музыкальной комедии, известные как Момарис и Бобарис. С 1720 года Корфу стал родиной первого театра в Греции после 1452 года. Это был Театро Сан-Джакомо (ныне в этом здании мэрия), названный в честь рядом стоящего римского католического кафедрального собора (законченного в 1691 году).

#### Филармония Трёх Городов
Музыкальный фольклор на Корфу разнообразен. Среди жанров — так называемые «кададес» (греч. καντάδες), импровизированные вокальные ансамбли на два — четыре голоса, под аккомпанемент гитары; ныне кантадес звучат не в народной среде, а представляют собой род сувенира, преподносимого уличными музыкантами для развлечения туристов.
«Группы» (Филармонические общества, или «Φιλαρμονικές»), которые также предоставляют бесплатное музыкальное образование, по-прежнему популярны и привлекают молодых последователей. Существует девятнадцать таких марширующих групп по всему острову. В городе Корфу находятся три самые престижные группы — в порядке важности:
- Филармоническое общество Корфу использует тёмную униформу с тёмно-красными тонам и сине-красные плюмажи. Оно обычно называется «Старая Филармония» или просто «Палиа» («Старая»). Основано 12 сентября 1840 года.
- Филармоническое Общество имени Манцароса использует синюю униформу с синими и булыми плюмажами. Его обычно называют «Неа» («Новая»). Основано 25 октября 1890 года.
- Филармонический Союз имени Каподистрии использует ярко красную с чёрным униформу и плюмажи. Его обычно называют «Конте Каподистрия» или просто «Конте» («Граф»). Он самый молодой из трёх (основан 18 апреля 1980 года).

Все три содержат две основных группы в каждом, основная группа, которая может собрать до 200 музыкантов на большие события и группа из 60 студентов «бандинас» играющих в менее важных случаях.
Группы дают регулярные концерты в летние уик-энды на Спьянаде в Зелёной беседке и имеют обязательную часть на ежегодных церемониях Страстной недели. Понятное, но по сути дружеское соперничество между ними сохраняется, и каждый строго придерживается своего репертуара. Каждый раз, когда группа проходит мимо месторасположения другой, они останавливаются и дают музыкальный «салют» своим соперникам. Хотя официально это дань уважения, на самом деле это способ показать своим соперникам свои умения и поразить их.

#### Пасха
В Великую пятницу с полудня и далее группы из трёх Филармонических обществ, разделённые на отряды, аккомпанируют процессиям с плащаницей городских церквей. Позднее группы собираются вместе, чтобы аккомпанировать процессии с плащаницей кафедрального собора, причём похоронные марши группы играют разные.
Утром в Страстную субботу три городских группы снова принимают участие в процессии с плащаницей Собора Святого Спиридона с мощами святого.
Вслед за литанией идёт празднование Воскресения. Балконы в старом городе украшаются в красные ткани и корфиоты бросают глиняные горшки, наполненные водой, чтобы те разбились о тротуар. Это делается в предчувствии Воскресения Христа, которое будет праздноваться ночью.

#### Театро ди Сан-Джакомо
Во время венецианского правления корфиоты полюбили итальянскую оперу. Оперным театром Корфу в XVIII—XIX веках был Благородный театр Сан-Джакомо, названный в честь соседнего кафедрального собора, однако позднее здание было превращено в мэрию. Это был первый театр и первая опера в современной Греции. Длинная череда местных композиторов, таких как Николас Манцарос, Спиридон Ксиндас, Антонио Либерали, Доменико Падовани, закинфский Павлос Каррер, семья Ламбелет, Спирос Самарас и другие развивались вместе с театром. Место Сан-Джакомо в 1902 году занял Муниципальный театр, которой сохранил оперные традиции вплоть до уничтожения в ходе Второй мировой войны в 1943 году во время немецких авианалётов.
Первая сыгранная в Сан-Джакомо опера в 1733 году была опера «Гиерон, тиран Сиракуз» (Gerone, tiranno di Siracusa) Иоганна Адольфа Хассе на либретто Аурелио Аурели, и в течение почти двухсот лет с 1771 по 1943 год почти все крупные оперы Италии, точно также как многие другие греческих и французских композиторов, игрались на сцене Сан-Джакомо. Это великолепная традиция, создавшая великолепное музыкальное наследство, продолжает отражаться в Корфской оперной мифологии.

#### Муниципальный театр Керкиры
Муниципальный театр Керкиры (Δημοτικό Θέατρο Κέρκυρας) стал главным театром и оперой на Корфу с 1902 года. Предшественником муниципального театра был театр Нобиле Театро ди Сан-Джакомо, здание которого стало мэрией Корфу. Он был уничтожен Люфтваффе во время бомбардировки в 1943 года.

#### Карнавалия
Одной из интересных традиций Корфу является Карнавал или «Карнавалия». Изначально венецианский, праздник включает в себя парад с главным участником «Карнавалосом», довольно гротескной фигуры с большой головой и улыбающимся лицом, ведущей процессию разноцветных платформ. Корфиоты, стар и млад, одеваются в разноцветные костюмы и идут за парадом, рассыпаясь по узким улочкам и разнося праздник по всему городу.

### Керкира в мифах
- Аргонавты скрывались на Корфу от преследования колхидского флота после похищения золотого руна[19]
- В мифическом морском приключении Гомера «Одиссее» Керкира — остров феаков, где Одиссей встретил Навсикаю, дочь царя Алкиноя.
- Залив Палеокастрица считается местом, где Одиссей высадился и встретил Навсикаю впервые[48].
- У берегов Корфу расположены три острова Диапонтии-Ниси[10], самый крупный из которых — Отони считается островом Огигия нимфы Калипсо, в гостях у которой Одиссей, возвращаясь от берегов Трои, провёл долгих семь лет[49].

### Керкира в литературе
На Керкире происходит действие:
- автобиографической трилогии английского писателя-натуралиста Джеральда Даррелла «Моя семья и другие звери», «Птицы, звери и родственники», «Сад богов» и основанного на ней одноимённого телесериала (BBC, 1987). В этих произведениях подробно описываются природа острова, его флора и фауна, а также быт местных жителей. Дом, где жила семья Дарреллов, находится в Пераме на вершине холма за отелем Aegli.
- мистического романа Александра Амфитеатрова «Жар-Цвет».
- романа английской писательницы Мэри Стюарт «Это странное волшебство» (This Rough Magic, 1964).
- романа Валентина Пикуля «Честь имею», где упоминаются события Первой мировой войны, описано, как Сербская армия скрывается на Керкире от австро-венгерских и болгарских захватчиков.
- романа Валерия Ганичева «Ушаков»[50].

### Керкира в художественных фильмах
На Корфу был снят ряд фильмов, включая:
- фильм 1981 года о Джеймсе Бонде «Только для твоих глаз». Наиболее запоминающиеся кадры фильма, связанные с островом, — подводные съёмки греческого храма с огромной черепахой, проплывающей мимо камеры. Сцена с казино была снята в Ахиллионе[51]. Среди других сцен фильма — прогулка Мелины и Джеймса по улицам города и встреча Мелины и Бонда на острове Пондиконисионе. Сцена, изображающая греческую свадьбу, была снята в деревне Буас-Данилия[51].
- фильм 1970 года «Палач», в главных ролях Джордж Пеппард и Джоан Коллинз[52].
- телевизионный сериал Би-би-си 1987 года и фильм 2005 года по книге «Моя семья и другие звери» Джеральда Даррелла о его детстве на Корфу в конце 1930-х годов.

Советский фильм «Корабли штурмуют бастионы» (1953) — вторая часть дилогии Михаила Ромма о русском флотоводце адмирале Ф. Ф. Ушакове (1745—1817) — воспроизводит штурм занятых французами Ионических островов и цитадели Корфу в 1799 году и рассказывает о написании самим Ушаковым первой греческой конституции. В одном из своих распоряжений он писал: «Я пришёл сюда, чтобы восстановить мир и согласие». В октябре 2002 года на острове Керкире установлен памятник адмиралу Фёдору Ушакову. Есть улица Ушакова. Ежегодно с 2002 года здесь проходят Дни памяти святого праведного воина Ф. Ф. Ушакова.

## Образование
Кроме того, что Керкира считается центром изящных искусств, здесь также расположена Ионическая академия, поддерживающая традиции греческого образования со времён, когда остальная Греция ещё боролась с турецкой оккупацией. Здесь также расположен Ионический университет, созданный в 1984 году, во время управления администрации Андреаса Папандреу, в память о вкладе Корфу в образование в Греции. Ведь именно здесь в 1824 году была основана Ионическая академия — первый греческий университет современности, причём произошло это за 40 лет до присоединения Ионических островов к Греции и спустя три года после греческой революции 1821 года.

## Музеи и библиотеки
Керкира всегда была культурным центром, и её музеи и библиотеки наполнены незаменимыми экспонатами и книгами. Самые известные музеи и библиотеки острова расположены в административном центре острова; среди них:
- Археологический музей Керкиры, открытый в 1967 году, был построен для показа огромного фронтона храма Артемиды (VI век до н. э.) с изображением Горгоны (барельеф), найденного в Палеополисе в начале XX века. В 1994 году были открыты ещё два зала, где выставляются новые находки из древнего города и с кладбища Гаритсы. Закрыт для обновления экспозиции с мая 2012 по лето 2015 года[54].
- Музей банкнот Ионического банка, расположенный на площади Ироон-Киприаку-Агон. Содержит полную коллекцию греческих банкнот от независимости до ввода евро в 2002 году. Вход свободный[55].
- Публичная библиотека Керкиры расположена в старых английских бараках в Палео-Фрорио[56]
- Музей искусства Азии расположен во Дворце Святых Михаила и Георгия (в основном демонстрируется китайское и японское искусство). В его уникальной коллекции, представленной в 15 комнатах, насчитывается около 12 000 экспонатов, включая коллекцию греческих буддистов, показывающую влияние Александра Македонского на буддийскую культуру вплоть до Пакистана[57].
- Музей Каподистрии. Летний дом Иоанна Каподистрии в месте рождения на Керкире был превращён в музей, посвящённый его жизни и достижениям[58][59].
- Сербский музей включает в себя редкую выставку о трагической судьбе сербских солдат в Первой мировой войне[60].

## Города-побратимы
Остров Керкира связан с:
- Голд-Кост, Австралия

## Знаменитости

### Древность
- Арсений X век, святой
- Филиск, драматический поэт, родившийся на Корфу
- Птолих V век до н. э., скульптор
- Спиридон Тримифунтский Святой. Архиепископ города Тримифунт. Его мощи перенесены из Тримифунта в Керкеру.
- Херсикрат

### Современность
- Марморас, Андреас — (греч. Μαρμοράς Ανδρέας, 1618—1684) — автор первой «Истории Керкиры» (1672), родился на Керкире.
- Софоклис Дусманис (греч. Σοφοκλής Δούσμανης, 1868—1952) — греческий адмирал, отличился в Первую Балканскую войну, был дважды командующим флотом и военным министром
- Николас Аламанос, игрок в регби, родился на Корфу
- Алексия, принцесса Греции и Дании, родилась на Корфу
- Ангелос Грамменос, актёр
- Аравантинос, Панос, художник, родился на Корфу
- Феликс Беато, фотограф XIX-го века, родился на Корфу
- Когевинас, Ликургос, (1887—1940), греческий художник и гравёр, родился на Керкире
- Джакомо Казанова, жил на острове в качестве офицера венецианской армии
- Альберт Коэн, швейцарско-французский писатель, родился на Корфу
- Мэтью Деварис, учёный, родился на Корфу
- Томмасо Дипловатаккио, Греко-итальянский юрист, публицист и политик, родился на Корфу
- Панайотис Доксарас, иконописец, основатель Ионической школы иконописи, работал и умер на Корфу
- Джеральд Даррелл и Лоренс Даррелл жили на Корфу несколько лет, а Лоренс, помимо нескольких других книг, написал «Процветающее место: Путеводитель по ландшафту и манерам острова Коркира»
- Елизавета Баварская (императрица Австрии), построила Ахиллион в качестве летнего дворца
- Костас Георжаким, студент, мученик сопротивления греческой военной хунте, родился на Корфу
- Анжела Гереко, актриса, певица и политик, родилась на Корфу. Жена Толиса Воскопулоса
- Спирос Гоголос, футболист, родился на Корфу
- Джон Калосгурос, скульптор, родился на Корфу
- Августинос Каподистрия, младший брат Иоанна Каподистрия, солдат и политик. Родился на Корфу[61].
- Иоанн Каподистрия, первый правитель Греции, родился на Корфу
- Мария Десилла Каподистрия, родственница Иоанна Каподистрия, димарх Керкиры и первая женщина-димарх в Греции[28].
- Коре. Идро., музыкальная группа, сформировавшаяся и игравшая на Корфу
- Спиридон Ламброс, профессор истории и бывший премьер-министр Греции, родился на Корфу
- Вики Леандрос, международная поп-звезда, родилась на Корфу
- Николас Манцарос, композитор, родился на Корфу
- Андреас Мустоксидис, историк и филолог, родился на Корфу
- Хараламбос Пачис, художник, родился на Корфу
- Панайотис Папалигурас, политик, родился на Корфу
- Филипп, герцог Эдинбургский, урождённый Принц Филлипос Греции и Дании, родился на Корфу
- Святая Филомена, по легенде начала жизнь в качестве греческой принцессы, рождённой на Корфу
- Яковос Полилас, первым опубликовал тексты Дионисиоса Соломоса, родился на Корфу
- Александр Росси, художник, родился на Корфу
- Сакис Рувас, певец и атлет, родился на Корфу
- Иоганн Матиас Шулленбург, австрийский генерал и аристократ. Успешно защитил остров от турок во время осады в 1716 в качестве главы венецианских войск на Корфу
- Спирос Самарас, композитор, родился на Корфу
- Николаос Софианос, гуманист и картограф, родился на Корфу
- Карл Людвиг Шпренгер, немецкий ботаник, жил на Корфу
- Теодор Стефанидес, поэт, писатель, врач и натуралист, родился на Корфу, друг семьи Дарреллов и герой произведений Дж. Даррелла
- Георгиос Теотокис, бывший премьер-министр Греции, родился на Корфу
- Иоаннис Теотокис, политик, родился на Корфу
- Никифор Феотоки, греческий учёный и русский архиепископ, родился на Корфу
- Антонио Вивальди, композитор. В 1716 по просьбе Венецианской республики написал ораторию в честь победы над турками во время осады в 1716.
- Рена Влахопулу, актриса и певица, родилась на Корфу
- Толис Воскопулос, певец и актёр, живёт на Корфу
- Евгениос Вулгарис, учёный, родился на Корфу
- Спиридон Ксиндас, композитор и музыкант, родился на Корфу
- Вильгельм II (германский император), купил Ахиллион после смерти Сисси
- Николаос Политис — греческий дипломат, первый представитель Греции в Лиге Наций, трижды министр иностранных дел, родился на Керкире
- Самардзис, Георгиос — греческий художник и музыкант, родился на Керкире
- Просалентис, Эмилиос — греческий художник, родился на Керкире.
- Просалентис, Павлос — греческий скульптор, родился на Керкире.
- Пизанис, Спирос — греческий художник, родился на Керкире.
- Цириготис, Периклис — греческий художник, родился на Керкире.
- Бокацямбис, Викентиос — греческий художник, родился на Керкире.
- Стратигос, Георгиос — греческий художник, родился на Керкире.
- Герасимос Прифтис — греческий партизан, политический деятель и переводчик.